# Grégoire Michonze
Grégoire Michonze (ur. 1902, zm. 1982) (wariant nazwiska Grégoire Michonznic, ros. Григо́рий Мишо́нзник Grigorij Miszonznik) – rosyjsko-francuski malarz, urodzony w 1902 r. w Kiszyniowie (Besarabia) w Imperium Rosyjskim (obecnie Republika Mołdawii).

## Życiorys
Grégoire Michonze urodził się w 1902 r. w Kiszyniowie w Besarabii (po II wojnie światowej duża część Besarabii stała się Mołdawską SRR ze stolicą w Kiszyniowie). Grégoire Michonze studiował w Akademii Sztuk Pięknych w Kiszyniowie, następnie uczęszczał do szkoły w Bukareszcie, a w końcu zapisał się do École des Beaux-Arts w Paryżu. W 1922 r. przeniósł się do Francji, gdzie zaprzyjaźnił się z kręgiem surrealistów, wśród których byli Max Ernst i André Breton. Michonze jest powszechnie kojarzony z École de Paris, a czasem nawet naznaczany jako jej członek. École de Paris nie jest ruchem artystycznym ani szkołą, lecz zjawiskiem historycznym. Paryż był wówczas tętniącym życiem centrum sceny artystycznej, przyciągającym intelektualistów ze wszystkich części Europy. Intelektualiści ci, przestraszeni rosnącym antysemityzmem, często uciekali ze swoich krajów, aby znaleźć bogate środowisko artystyczne, w którym mogliby swobodnie wyrażać siebie. Po krótkim pobycie Michonzego w Paryżu informacje o życiu artysty stawały się coraz bardziej skąpe. Blisko związany z Chaïmem Soutine'em i Henrym Millerem, przeniósł się na Lazurowe Wybrzeże, gdzie połączył się z przyjaciółmi. W 1937 r. wstąpił do armii francuskiej, a w czasie II wojny światowej przez dwa lata był w niewoli. Po wojnie przyjął obywatelstwo francuskie, a w 1967 r. otworzył studio w Troyes. Przez kolejne dziesięciolecia Michonze spędzał czas w Troyes, a także część roku w wiosce Jully sur Sarce w regionie Szampanii, gdzie miał drugą pracownię i regularnie rysował odwiedzających go mieszkańców. W tych latach Michonze kontynuował swoją działalność artystyczną, a zmarł w 1982 roku.